# Centro Financiero Latino
El Centro Financiero Latino es un rascacielos ubicado en la ciudad de Caracas, Venezuela. Con 153m, es el sexto rascacielos más alto del país y de la ciudad. Fue inaugurado en 1978 y posee 25 pisos.

Centro financiero latino en el año 1990

El diseño del edificio es algo simple, con grandes ventanales de color negro junto a columnas de concreto armado que rodean el edificio hasta la azotea. Su silueta ancha y sobria lo hacen destacar en el centro de Caracas.

## Datos
Cuando fue inaugurado en 1978 era el mas alto edificio de Venezuela. Actualmente (2024) es el sexto rascacielos más alto de Caracas y Venezuela.
Fue construido para ser sede del extinto Banco Latino, una de los principales instituciones bancarias del país para la época.
El Banco Latino quebró por la severa crisis bancaria venezolana de mediados de la década de 1990, siendo intervenido y cerrado temporalmente el 16 de enero de 1994 y liquidado finalmente en el año 2000.
En la actualidad es usado por diversos organismos públicos del Estado venezolano como el Cuerpo de Investigaciones Científicas, Penales y Criminalísticas y algunos tribunales de la capital.